# Élections sénatoriales de 2014 dans le Territoire de Belfort
Les élections sénatoriales de 2014 dans le Territoire de Belfort ont lieu le dimanche 28 septembre 2014. Elles ont pour but d'élire le sénateur représentant le département au Sénat pour un mandat de six années.

## Contexte départemental
Lors des élections sénatoriales du 21 septembre 2008 dans le Territoire de Belfort, un sénateur a été élu au scrutin majoritaire : Jean-Pierre Chevènement alors président du MRC. Il n'est pas candidat à un nouveau mandat en 2014. 
Depuis 2008, le collège électoral, constitué des grands électeurs que sont le sénateur sortant, les députés, les conseillers régionaux, les conseillers généraux et les délégués des conseils municipaux, a été très largement renouvelé. 
Le corps électoral appelé à élire le nouveau sénateur résulte des élections législatives de 2012 qui ont vu la droite conserver les deux circonscriptions du département, les élections régionales de 2010 qui ont conforté la majorité de gauche au conseil régional de Franche-Comté, les élections cantonales de 2008 et de 2011 qui ont conservé la majorité de gauche au sein de l'assemblée départementale, et surtout les élections municipales de 2014 qui ont vu un net recul de la gauche qui perd Belfort mais également Bavilliers, Offemont, Châtenois-les-Forges, Rougemont-le-Château, Trévenans...

## Rappel des résultats de 2008
| Candidat et parti politique | Candidat et parti politique | Candidat et parti politique | Premier tour | Premier tour | Second tour | Second tour |
| Candidat et parti politique | Candidat et parti politique | Candidat et parti politique | Voix         | %            | Voix        | %           |
| --------------------------- | --------------------------- | --------------------------- | ------------ | ------------ | ----------- | ----------- |
|                             | Jean-Pierre Chevènement     | MRC                         | 127          | 36,49        | 149         | 41,97       |
|                             | Yves Ackermann              | PS                          | 111          | 31,90        | 127         | 35,77       |
|                             | Robert Creel                | UMP                         | 97           | 27,87        | 79          | 22,25       |
|                             | Marie-Claude Beuret         | PCF                         | 13           | 3,74         | Retrait     | Retrait     |
|                             | Patrick Jeanroch            | FN                          | 0            | 0,00         | Retrait     | Retrait     |
|                             |                             |                             |              |              |             |             |
| Inscrits                    | Inscrits                    | Inscrits                    | 361          | 100,00       | 361         | 100,00      |
| Abstentions                 | Abstentions                 | Abstentions                 | 6            | 1,66         | 3           | 0,83        |
| Votants                     | Votants                     | Votants                     | 355          | 98,34        | 358         | 99,17       |
| Blancs et nuls              | Blancs et nuls              | Blancs et nuls              | 7            | 1,94         | 9           | 2,49        |
| Exprimés                    | Exprimés                    | Exprimés                    | 348          | 96,40        | 355         | 98,34       |

## Sénateurs sortants
| Sénateur | Sénateur                | Parti | Fonctions lors de l'élection en 2008 |
| -------- | ----------------------- | ----- | ------------------------------------ |
|          | Jean-Pierre Chevènement | MRC   |                                      |

## Collège électoral
En application des règles applicables pour les élections sénatoriales françaises, le collège électoral appelé à élire le sénateur du Territoire de Belfort se compose de la manière suivante:
| Délégués des communes                             |                        |                       |                       |          |                     |
|                                                   | Conseillers municipaux | Délégués / commune    | Communes concernées   | Délégués | % collège électoral |
| Délégués des communes de moins de 9 000 habitants |                        |                       |                       |          |                     |
| - communes de < 100 habitants                     | 7                      | 1                     | 2                     | 2        | 0,53%               |
| - communes de < 500 habitants                     | 11                     | 1                     | 52                    | 52       | 13,87%              |
| - communes de < 1500 habitants                    | 15                     | 3                     | 33                    | 99       | 26,40%              |
| - communes de < 2 500 habitants                   | 19                     | 5                     | 4                     | 20       | 5,33%               |
| - communes de < 3 500 habitants                   | 23                     | 7                     | 5                     | 35       | 9,33%               |
| - communes de < 5 000 habitants                   | 27                     | 15                    | 2                     | 30       | 8,00%               |
| - communes de < 9 000 habitants                   | 29                     | 15                    | 3                     | 45       | 12,00%              |
| Délégués des communes de 9 000 à 29 999 habitants |                        |                       |                       |          |                     |
| - communes de < 10 000 habitants                  | 29                     | 29                    | 0                     | 0        | 0,00%               |
| - communes de < 20 000 habitants                  | 33                     | 33                    | 0                     | 0        | 0,00%               |
| - communes de < 30 000 habitants                  | 35                     | 35                    | 0                     | 0        | 0,00%               |
| Délégués des communes de 30 000 habitants et plus |                        |                       |                       |          |                     |
| - Belfort (50 128 hab.)                           | 45                     | 70                    | 1                     | 70       | 18,67%              |
| Délégués des communes                             | Délégués des communes  | Délégués des communes | Délégués des communes | 353      | 94,13%              |
| Conseillers généraux                              | Conseillers généraux   | Conseillers généraux  | Conseillers généraux  | 15       | 4,00%               |
| Conseillers régionaux                             | Conseillers régionaux  | Conseillers régionaux | Conseillers régionaux | 4        | 1,07%               |
| Députés                                           | Députés                | Députés               | Députés               | 2        | 0,53%               |
| Sénateurs                                         | Sénateurs              | Sénateurs             | Sénateurs             | 1        | 0,27%               |
| Total                                             | Total                  | Total                 | Total                 | 375      | 100.00%             |

1. ↑  Dans les communes de moins de 9 000 le conseil municipal élit en son sein des délégués dont le nombre dépend de la taille de la commune.
2. ↑  Dans les communes de 9 000 à 29 999 habitants, tous les conseillers municipaux sont délégués. Il n'y a pas de délégués supplémentaires
3. ↑  Dans les communes de plus de 30 000 habitants, tous les conseillers municipaux sont délégués et, en complément, le conseil municipal désigne des délégués supplémentaires à raison de 1 par tranche de 800 habitants au-delà de 30 000 habitants

## Présentation des candidats
Les nouveaux représentants sont élus pour une législature de 6 ans au suffrage universel indirect par les grands électeurs du département. Dans le Territoire de Belfort, le sénateur est élu au scrutin majoritaire à deux tours. Ils sont 7 candidats dans le département, chacun avec un suppléant.
| N°  | Candidats | Candidats               | Parti | Principales fonctions                           |
| --- | --------- | ----------------------- | ----- | ----------------------------------------------- |
| T01 |           | Cédric Perrin           | UMP   | Conseiller général, maire de Beaucourt          |
| S01 |           | Anne-Sophie Peureux     | UMP   | Conseillère municipale de Lachapelle-sous-Chaux |
| T02 |           | Marc Archambault        | FN    |                                                 |
| S02 |           | Patricia Boisumeau      | FN    |                                                 |
| T03 |           | Christian Rayot         | DVG   | Conseiller général, maire de Grandvillars       |
| S03 |           | Isabelle Lopez          | DVG   |                                                 |
| T04 |           | Alain Dreyfus-Schmidt   | PRG   |                                                 |
| S04 |           | Pascale Dreyfus-Schmidt | PRG   |                                                 |
| T05 |           | Yves Ackermann          | PS    | Président du conseil général                    |
| S05 |           | Sandrine Larcher        | PS    | Conseillère municipale de Delle                 |
| T06 |           | Marie-France Cefis      | UDI   | Conseillère municipale de Valdoie               |
| S06 |           | Patrick Ferrain         | UDI   |                                                 |
| T07 |           | Bertrand Chevalier      | PCF   |                                                 |
| S07 |           | Régine Curti            | PCF   |                                                 |

## Résultats
|             | Cédric Perrin         | UMP         | 193 | 52,59  |  |  |
|             | Yves Ackermann        | PS          | 79  | 21,53  |  |  |
|             | Christian Rayot       | DVG         | 57  | 15,53  |  |  |
|             | Marie-France Cefis    | UDI         | 25  | 6,81   |  |  |
|             | Marc Archambault      | FN          | 6   | 1,63   |  |  |
|             | Bertrand Chevalier    | PCF         | 6   | 1,63   |  |  |
|             | Alain Dreyfus-Schmidt | PRG         | 1   | 0,27   |  |  |
|             |                       |             |     |        |  |  |
| Inscrits    | Inscrits              | Inscrits    | 375 | 100,00 |  |  |
| Abstentions | Abstentions           | Abstentions | 3   | 0,80   |  |  |
| Votants     | Votants               | Votants     | 372 | 99,20  |  |  |
| Blancs      | Blancs                | Blancs      | 5   | 1,34   |  |  |
| Nuls        | Nuls                  | Nuls        | 0   | 0,00   |  |  |
| Exprimés    | Exprimés              | Exprimés    | 367 | 98,66  |  |  |